# Шабаш (картина)
Шабаш (ісп. El aquelarre) — картина Франциско-Хосе де Гойї, іспанського живописця, автора величезної та різноманітної кількості картин, малюнків та гравюр, що стосуються побутових аспектів тогочасного життя, відображають політичних та соціальних потрясінь. На цьому полотні зображено один із відьомських ритуалів — шабаш. Диявол, якого вони викликали, представлений у вигляді козла увінчаного виноградним листям. Картина є частиною серії із шести полотен під назвою «Відьми», що знаходяться в різних музеях світу. «Шабаш» під інвентарним номером 02006 знаходиться в музеї Ласаро Гальдйано в Мадриді.

## Історія
Картина була створена іспанським художником, відомим майстром сюжетних картин, в тому числі й на міфологічні сюжети — Франциском-Хосе де Гойєю. «Шабаш», а також ще чотири картини на відьомську тему він написав на замовлення для оздоблення палацу герцогів Осуна в мадридському районі Аламеда. У 1798 році вона була продана IX герцогу Осуна Педро де Алькантара Теллез-Гірону та його дружині. Картина разом з іншими висіла при вході до палацу герцогів, а в середині XIX століття вони були переміщенні до бібліотеки. У 1834 році вона перейшла у спадок до їхнього онука Педро де Алькантара Теллез-Гірон та Бофорт Спонтіна. Від нього картина згодом перейшла до Маріано Франциско Теллез-Гірона. У 1896 році «Шабаш» разом із всією колекцією герцогів Осуна була виставлена на продаж, який відбувся в Мадриді (лот № 84). Її придбав та володів до 1928 року іспанський політик Родріго Фігероа Торрес. Після нього новим власником став фінансист Хосе Лазаро Гальдіано, в якого вона знаходилася до 1936 року.

### Опис
Експресивна картина «Шабаш» відображає страхітливі теми та особистий погляд Гойї на людство. Вони демонструють особистий страх художників перед ймовірним божевіллям і рецидивом після перенесених двох серйозних захворювань, одне з яких залишило його глухим. Картина також показують похмурий погляд Гойї на людство, на який сильно впливали конфлікти початку ХІХ-го століття. Саме в цей час художник пережив напад істерики й страху перед вторгненням військ Наполеона в Іспанію та наполеонівськими війнами в цілому. «Шабаш» зображає особисте бачення художника тогочасного іспанського суспільства. Постать диявола передана за допомогою образу козла. Його оточують по колу відьми, яки були як молодими так і вже літніми жінками. Навколишній пейзаж доволі скупий, безплідний та освітлений лише місячним світлом. На картині можна знайти символи, які часто використовуються у чаклунстві. Через зображення останнього Гойя передав власний протест проти діяльності іспанської інквізиції, які свого часу полювали на жінок, яких вважали відьмами. Додатково він піддавав висміюванню забобони, що панували серед населення в сільських районах тогочасної Іспанії.

Цикл
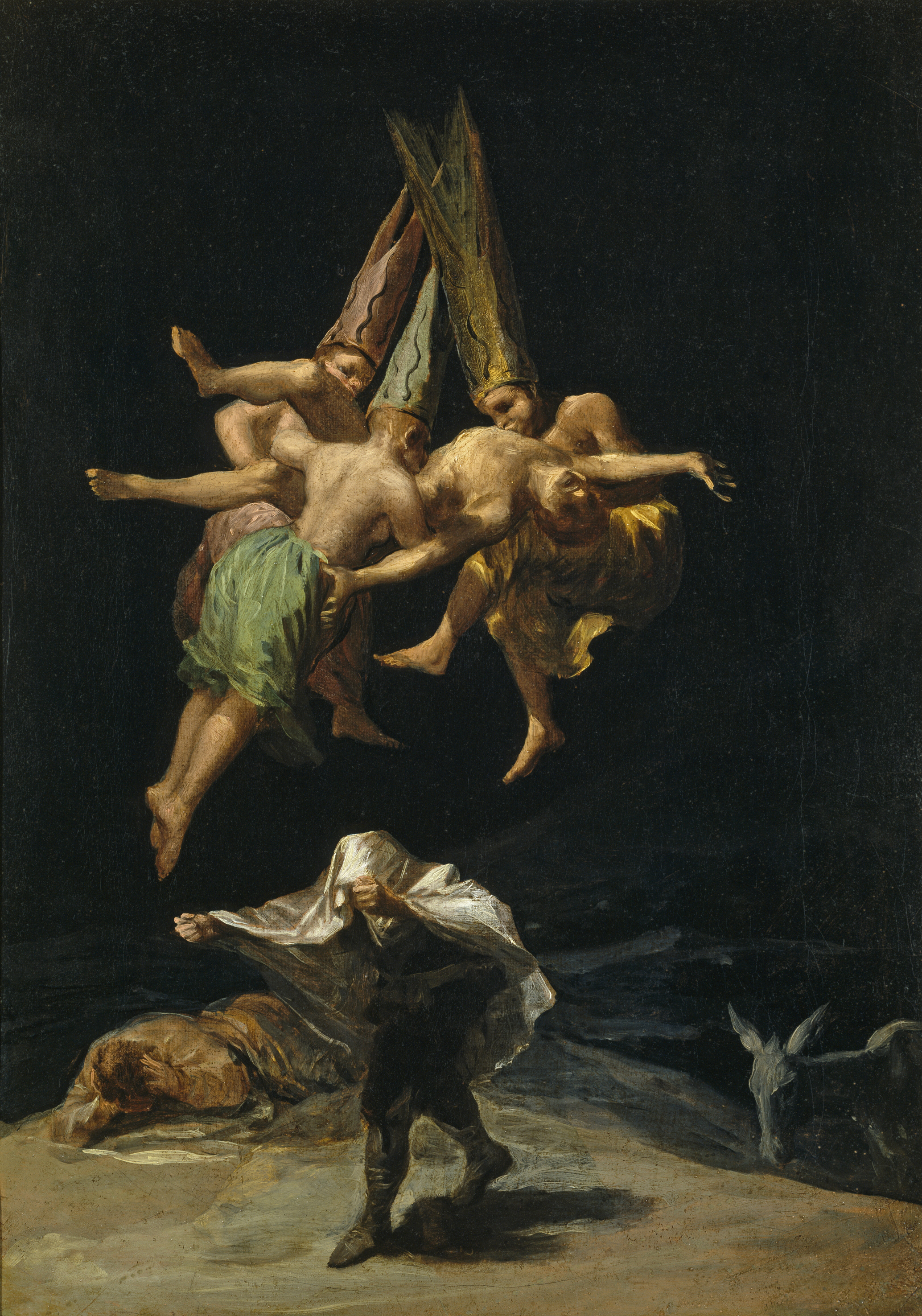
«Політ відьом[en]» (Національний музей Прадо)
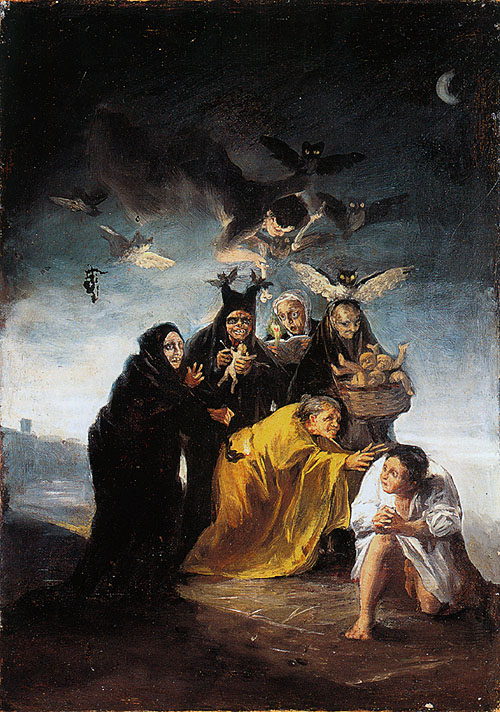
«Закляття[pl]», (Музей Ласаро Гальдйано)
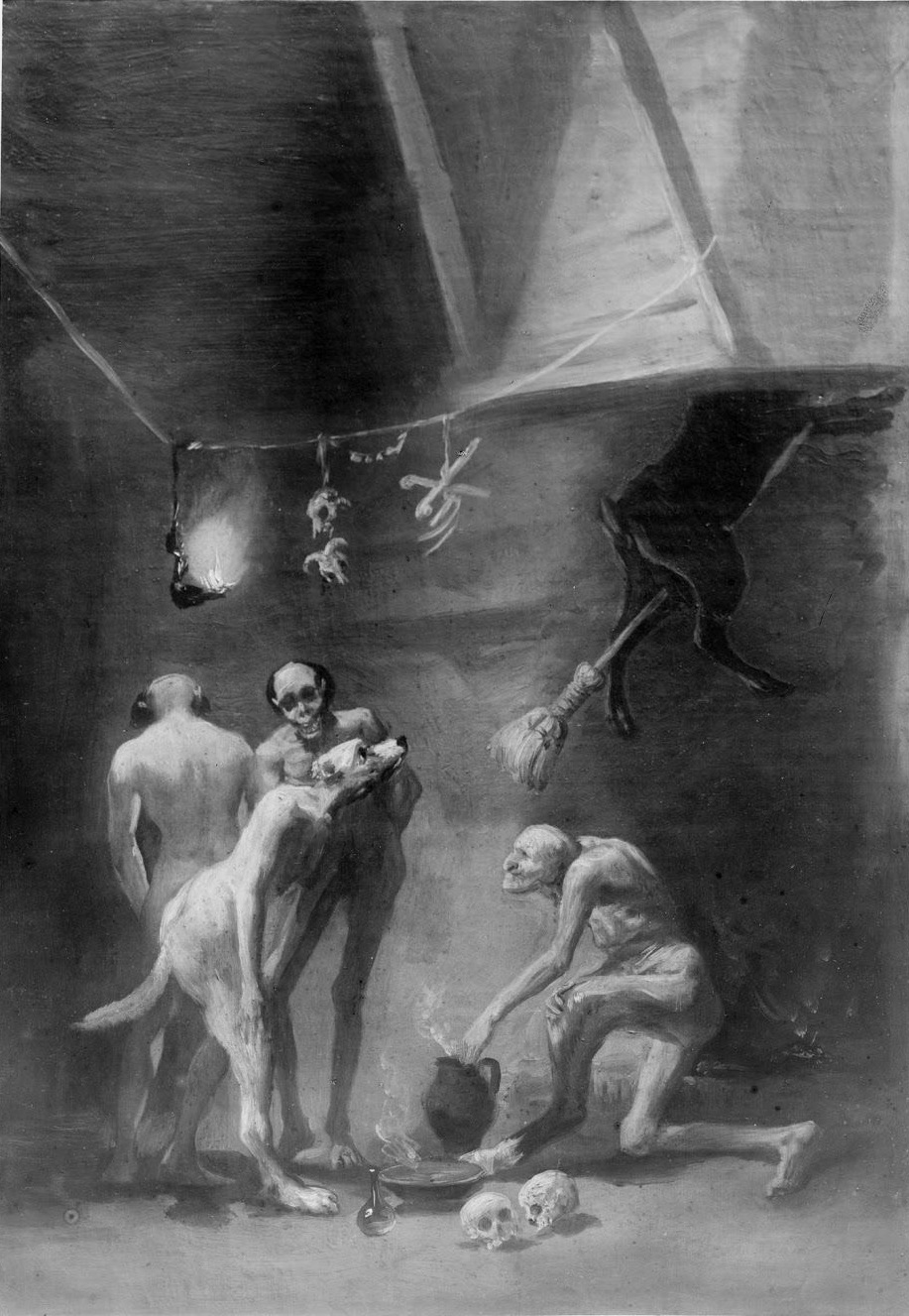
«Відьомська кухня[pl]», (приватна колекція)
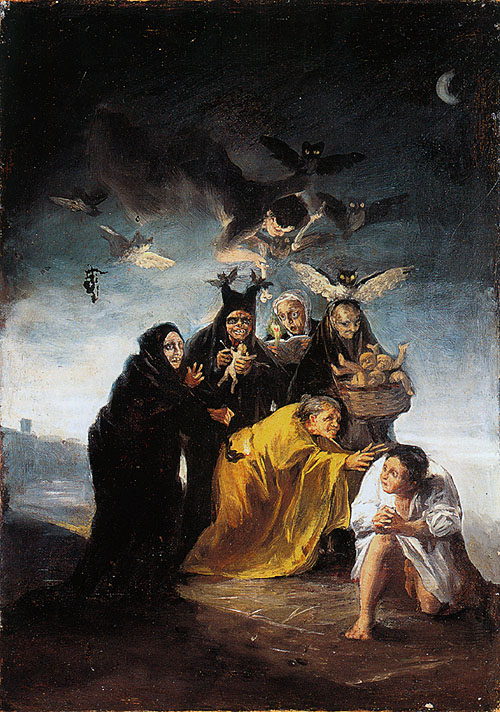
«Зачарований силою[en]», (Національна галерея (Лондон))
- «Кам'яний гість»